# Dubowa Nowa
Dubowa Nowa (biał. Новадубавая, ros. Новодубовая), pol. Dębowa Nowa – wieś na Białorusi, w obwodzie grodzieńskim, w rejonie grodzieńskim, w sielsowiecie Indura.
W dwudziestoleciu międzywojennym wieś leżała w Polsce, w województwie białostockim, w powiecie grodzieńskim.